# Jaume Cuadrat
 (octobre 2019).
Si vous disposez d'ouvrages ou d'articles de référence ou si vous connaissez des sites web de qualité traitant du thème abordé ici, merci de compléter l'article en donnant les références utiles à sa vérifiabilité et en les liant à la section « Notes et références ».
Jaume Cuadrat i Realp, né en 1899 à L'Albagés et mort en 1993 à Barcelone, est un écrivain catalan, en catalan et français.

## Biographie
Il devient orphelin très jeune, et, grâce à la sœur de son père, Rosa, il commence à publier ses écrits. 
Il étudia le magistère à Lérida et travailla comme professeur avant de s'exiler en France après la Guerre civile espagnole. Il fut professeur d'espagnol à Nice.
Il collabora avec différentes publications comme Magisteri català.

## Romans
- La Semence de liberté, ou la vie d'un Instituteur espagnol parmi la misère et le fanatisme des Maragatos, 1961[1]
- Les Faux Célibataires, 1962
- Sacrifiée ou la guerre civile espagnole, 1965